# 夕闇に誘いし漆黒の天使達
夕闇に誘いし漆黒の天使達（ゆうやみにいざないししっこくのエンジェル）は、日本のコミック系ラウドバンド、YouTuber、動画クリエイターである。所属レコードレーベルは、HOMIES Label。略称は「夕闇」。

## 概要
2014年の2月、高校の軽音楽部で、バンド活動を開始。同年12月にYouTuberとしての活動を開始。結成から現在まで神奈川県厚木市を拠点に活動している。
動画活動は「信念の無い笑いを中心とした活動」をコンセプトに、大喜利やネタ動画、クイズなどの企画、視聴者から募集した検証系、音楽系、食べ物系等の動画を制作している。2024年11月以前はYouTube、以降はファンクラブの「オモシロサンデー」として投稿している。
2024年11月以降のYouTubeは音楽活動に関する動画や、小柳とともやんによる「余裕の余裕録」や「余裕の新台録」と称したパチンコ・パチスロ実演の動画を不定期投稿している。YouTube Shortsでは過去の動画の切り抜きの他、小柳がパチンコ・スロット等のギャンブルを1,000円で挑戦する検証動画などを制作している。サブチャンネルは2023年まで撮影前後の日常風景やエナジードリンク考察等の動画を公開していたが、同年末に全て削除。2024年以降は生配信やライブの楽屋の様子を公開している。

## 来歴
- 2015年
  - 2月：結成、YouTubeチャンネル開設（6人体制）。結成まもなく、リズムギター担当が脱退し、5人体制となる。
  - 9月：ライブ｢救世主（メシア）達の飯屋｣を開催。同時にsingle｢救世主伝説｣をリリース[2]。
- 2016年
  - 7月10日：ライブを最後に秋山が脱退。
  - 10月：Twitterによるギタリストの公募によりミスター千葉が加入。
  - 12月：GENESIS ONEに加入。
- 2017年
  - 6月28日：バトルロボが脱退し、4人体制となる[3]。
- 2018年
  - 1月8日：1stシングル「君に届かない声はイタリアにも届かない、故にミラノ風」をリリース[4]。
  - 4月7日：2ndシングル「卒業」をリリース[5]。
  - 8月4日：3rdシングル「はたらく君に贈る歌」をリリース[6]。
  - 11月12日：GENESIS ONE所属の全てのYouTuberが、UUUMへの移籍あるいは退所をすること[7]に伴いUUUMへ移籍。
  - 12月12日：4thシングル「猫サンキュー」をリリース[8]。
- 2019年
  - 4月3日：1stアルバム「はじめての夕闇に誘いし漆黒の天使達」をリリース[9]。
  - 4月26日：既発シングル4枚の各種ストリーミングサービスでの配信がスタート。
  - 8月1日：1stアルバム「はじめての夕闇に誘いし漆黒の天使達」の各種ストリーミングサービスでの配信がスタート[10]。
  - 10月：東海ラジオにて「クリエイターズ」スタート。火曜レギュラーを担当[11]。
  - 11月22日：初のライブDVD「夕闇に誘いし漆黒の天使達 全国ツアー2019「はじめて」 ファイナル in マイナビBLITZ赤坂 DVD」をリリース。
  - 12月11日：1stミニアルバム「CD番長」をリリース[12]。
- 2020年
  - 3月22日：Non Stop Rabbitの楽曲「全部いい」を合唱形式で歌う動画に参加[13]。
  - 7月16日：inゼリーエネルギーフローズンとのタイアップ曲「チャージする」のミュージックビデオを公開[14]。8月12日に配信限定シングルとしてリリース。
  - 9月8日：新型コロナウイルスの感染拡大を受け制作された手洗いソング「30秒間以上手を洗わないとウイルスは除去できない」のミュージックビデオを公開[15]。10月16日に配信限定シングルとしてリリース。
  - 12月31日：ももいろ歌合戦（BS日テレ・ニッポン放送・AbemaTV）に初出場。
- 2021年
  - 3月23日：東海ラジオ「クリエイターズ」の火曜レギュラーを卒業。
  - 4月7日：InterFM897にて『夕闇に誘いし漆黒の天使達の「毒」』をスタート。
  - 6月9日：2ndアルバム「2枚目の夕闇に誘いし漆黒の天使達」をリリース。
- 2022年
  - 6月30日：InterFM897『夕闇に誘いし漆黒の天使達の「毒」』が終了。
  - 7月2日：Fm yokohamaにて『めっちゃラジオ』をスタート。
  - 7月6日：2ndミニアルバム「七生活」をリリース。
  - 11月27日：ワンマンライブ『めっちゃ外 〜卒業〜』をもってミスター千葉が脱退。
- 2023年
  - 2月4日：2022年10月に公開したYouTube動画に批判が相次いだことを受けて、ラジオ番組『めっちゃラジオ』が終了[16][17]。
  - 2月9日：YouTube活動を当面休止することを発表[18]。
  - 3月31日：新メンバーにギターのYUMAを迎え、活動を再開することを発表。
  - 4月1日：新メンバーにパーティー担当のパーティーモンスターが加入し、5人組コミック系ラウドバンドに生まれ変わる。第一弾ソングとして｢パーティー・イン・ザ・ダーク｣のMusic Videoを公開。
  - 8月31日：同日付で所属事務所UUUMを退所。
  - 12月28日：サブチャンネル「夕闇に誘いし漆黒の楽屋」の方針変更および全動画の削除を発表。31日に削除された。
- 2024年
  - 2月14日：10周年記念ツアー『「十」TOUR ～対バン編～』ファイナル公演にて、新たに設立されたレーベル「HOMIES Label」との契約および初のベストアルバムの発売が発表された[19]。
  - 11月4日：音楽活動に専念するため、YouTubeでのバラエティ系動画の投稿終了を発表。今後は音楽やギャンブル関連の動画投稿を不定期で継続する他、視聴者からの募集企画などはファンクラブ内で「オモシロサンデー」として継続していく[20]。
- 2025年
  - 1月25日：豊洲PITでのワンマンライブ終了後、ともやんの手の手術を動画にて発表。2,3月は治療に専念する[21]。

## メンバー
記載は動画での挨拶順。

### 準レギュラー・スタッフ
Ryohey（1994年11月1日 - ）（30歳）
準レギュラー。神奈川県横浜市青葉区出身。「All Good Soldiers」のGt.Vo.。本名は築城 遼平（つゆき りょうへい）。
過去にはFunnyGuys、Children Sausagesなどのバンドを組んでいた。FunnyGuysではYUMAとバンド仲間だった。
愛車をD.A.D仕様にされたドッキリ企画など、夕闇の動画に多数出演している。ファッションブランド｢SANAGARA｣のメインディレクターの1人。バンドの先輩にあたるが、PM以外からはタメ口で話される。
また、夕闇のメインチャンネル登録者10万人記念の銀の盾の名前を、「Ryohey」名義にしてドッキリ形式でプレゼントされている。
レタス
スタッフ。九州出身、香川育ち。誕生日は2月1日。年齢はレギュラーメンバーより歳上。スタッフ兼VJ。高校時代のにっちのライブキッズ仲間。
一部動画では「中山」をつけて中山レタスと呼ばれることもある。
みっき
ミスター千葉の大親友。日本人とフィリピン人のクウォーター。
ミスター千葉の脱退後も夕闇とは引き続き交流があり、みっき単独で動画へも出演している。

### 元メンバー
ミスター千葉（1997年6月6日 - ）（28歳） 在籍当時のメンバーカラー：    青
千葉県市原市出身。本名は高山 将明（たかやま まさあき）。
元ギター、作曲、声出し担当。愛称は千葉。
作曲家へ転身するため、2022年11月27日に日比谷野外大音楽堂で行われたライブ『めっちゃ外〜卒業〜』で脱退。
2022年12月15日公開の動画がミスター千葉の提案し出演した最後の動画であり、同日付でメンバーとしてのYouTube活動も終了。夕闇では6年活動していた。
現在はOuter Ring名義でボカロPとして活動をし、本名でSNSを継続している。
バトルロボ（1997年1月19日 - ）（28歳） 在籍当時のメンバーカラー：    白
神奈川県出身。本名は山中 敦司（やまなか あつし）。
元ボーカル、ガンダム担当。
就活のため脱退。夕闇脱退後もメンバーの4人と交流がある。
秋山
神奈川県出身。本名は秋山 紹一（あきやま しょういち）。玉川大学芸術学部卒業。
元ギター（リード）担当、コンポーザー。
「超次元お助けアンドロイド」、「LAST A GAME」、「-PANDEMIC-」など初期の作曲を担当していた。
脱退理由は方向性と音楽性の違い。
脱退当時の使用機材はSCHECTER SD-II-24/Green。
名前不明
神奈川県出身。
元リズムギター担当。
結成すぐに脱退。脱退理由は公表されていない。

## ディスコグラフィ

### シングル
|     | 発売日         | タイトル                                           | 規格品番  | 収録曲 | 初出アルバム                           | 備考                            |
| --- | -------------- | -------------------------------------------------- | --------- | --- | -------------------------------------- | ------------------------------- |
| 1st | 2018年1月8日   | 君に届かない声はイタリアにも届かない、故にミラノ風 | NKR-00010 | 1. 君に届かない声はイタリアにも届かない、故にミラノ風 2. ラブソング 3. 君に届かない声はイタリアにも届かない、故にミラノ風 - off vocal ver. 4. ラブソング - off vocal ver.           | 『はじめての夕闇に誘いし漆黒の天使達』 | ヴィレッジヴァンガード・HMV限定 |
| 1st | 2019年4月26日  | 君に届かない声はイタリアにも届かない、故にミラノ風 | 配信      | 1. 君に届かない声はイタリアにも届かない、故にミラノ風 2. ラブソング 3. 君に届かない声はイタリアにも届かない、故にミラノ風 - off vocal ver. 4. ラブソング - off vocal ver.           | 『はじめての夕闇に誘いし漆黒の天使達』 | ヴィレッジヴァンガード・HMV限定 |
| 2nd | 2018年4月7日   | 卒業                                               | NKR-00014 | 1. 卒業 2. I want to change the band name. 3. 卒業 - ボーカル卒業Ver. 4. I want to change the band name. - ボーカル卒業Ver.                                                         | 『はじめての夕闇に誘いし漆黒の天使達』 |                                 |
| 2nd | 2019年4月26日  | 卒業                                               | 配信      | 1. 卒業 2. I want to change the band name. 3. 卒業 - ボーカル卒業Ver. 4. I want to change the band name. - ボーカル卒業Ver.                                                         | 『はじめての夕闇に誘いし漆黒の天使達』 |                                 |
| 3rd | 2018年8月4日   | はたらく君に贈る歌                                 | NKR-00019 | 1. はたらく君に贈る歌 2. ウォウウォウイェイイェイ酒ナイト 3. はたらく君に贈る歌 - ボーカル働かないVer 4. ウォウウォウイェイイェイ酒ナイト - ボーカル働かないVer                     | 『はじめての夕闇に誘いし漆黒の天使達』 |                                 |
| 3rd | 2019年4月26日  | はたらく君に贈る歌                                 | 配信      | 1. はたらく君に贈る歌 2. ウォウウォウイェイイェイ酒ナイト 3. はたらく君に贈る歌 - ボーカル働かないVer 4. ウォウウォウイェイイェイ酒ナイト - ボーカル働かないVer                     | 『はじめての夕闇に誘いし漆黒の天使達』 |                                 |
| 4th | 2018年12月12日 | 猫サンキュー                                       | NKR-00022 | 1. 猫サンキュー 2. スプリングサマーオータムウィンターチューン 3. 猫サンキュー - ボーカルノーサンキューver 4. スプリングサマーオータムウィンターチューン - ボーカルノーサンキューver | 『はじめての夕闇に誘いし漆黒の天使達』 | ヴィレッジヴァンガード限定      |
| 4th | 2019年4月26日  | 猫サンキュー                                       | 配信      | 1. 猫サンキュー 2. スプリングサマーオータムウィンターチューン 3. 猫サンキュー - ボーカルノーサンキューver 4. スプリングサマーオータムウィンターチューン - ボーカルノーサンキューver | 『はじめての夕闇に誘いし漆黒の天使達』 | ヴィレッジヴァンガード限定      |
| 5th | 2025年6月1日   | MECHA MECHA JAPAN                                  | 配信      | 1. MECHA MECHA JAPAN 2. 復活したらいいのに | -                                      | 会場・ECサイト限定              |
| 5th | 2025年6月15日  | MECHA MECHA JAPAN                                  | HOMS-008  | 1. MECHA MECHA JAPAN 2. 復活したらいいのに | -                                      | 会場・ECサイト限定              |

### 配信限定シングル
|     | 配信日         | タイトル                                       | 初出アルバム                     | 備考                                          |
| --- | -------------- | ---------------------------------------------- | -------------------------------- | --------------------------------------------- |
| 1st | 2020年8月12日  | チャージする                                   | 2枚目の夕闇に誘いし漆黒の天使達  | 「inゼリー エネルギーフローズン」タイアップ曲 |
| 2nd | 2020年10月16日 | 30秒間以上手を洗わないとウイルスは除去できない | 2枚目の夕闇に誘いし漆黒の天使達  |                                               |
| 3rd | 2022年4月9日   | 時間が戻ったら抱きしめて                       | 七生活                           |                                               |
| 4th | 2022年6月4日   | MUSIC Zoo feat.てつや,としみつ                 | 七生活                           |                                               |
| 5th | 2023年4月26日  | パーティー・イン・ザ・ダーク                   | 10年目の夕闇に誘いし漆黒の天使達 |                                               |
| 6th | 2024年10月1日  | 秘密結社「シークレット」                       | -                                | 3ヶ月連続デジタル配信                         |
| 7th | 2024年11月1日  | SPECIAL FEVER NIGHT                            | -                                | 3ヶ月連続デジタル配信                         |
| 8th | 2024年12月1日  | DARADARA                                       | -                                | 3ヶ月連続デジタル配信                         |
| 9th | 2025年4月2日   | THIS IS A 顔                                   | -                                |                                               |

### 会場限定シングル
|     | 発売日        | タイトル   | 収録曲                           | 備考                                                     |
| --- | ------------- | ---------- | -------------------------------- | -------------------------------------------------------- |
| 1st | 2015年9月23日 | 救世主伝説 | 1. -PANDEMIC- 2. BRAND NEW WORLD | 自主作成。-PANDEMIC- は1stミニアルバム「CD番長」に収録。 |

### アルバム
|     | 発売日        | タイトル                           | 規格品番  | 収録曲 | オリコン最高位    | 備考 |
| --- | ------------- | ---------------------------------- | --------- | --- | ----------------- | ---- |
| 1st | 2019年4月3日  | はじめての夕闇に誘いし漆黒の天使達 | UUUM-0004 | 1. -Intro- 2. アンダーグラウンドパクリシティ 3. 超次元お助けアンドロイド 4. 猫サンキュー 5. SUSHI SONG 6. CR人生 7. 口上 8. 正義の味方「ジャスティスマン」 9. Goodbye卒業 10. 絆-kizuna- 11. はたらく君に贈る歌 12. 君に届かない声はイタリアにも届かない、故にミラノ風 | 22位 33位（合算） |      |
| 1st | 2019年8月1日  | はじめての夕闇に誘いし漆黒の天使達 | 配信      | 1. -Intro- 2. アンダーグラウンドパクリシティ 3. 超次元お助けアンドロイド 4. 猫サンキュー 5. SUSHI SONG 6. CR人生 7. 口上 8. 正義の味方「ジャスティスマン」 9. Goodbye卒業 10. 絆-kizuna- 11. はたらく君に贈る歌 12. 君に届かない声はイタリアにも届かない、故にミラノ風 | 41位              |      |
| 2nd | 2021年6月9日  | 2枚目の夕闇に誘いし漆黒の天使達    | UUUM-0032 | 1. Intro 2. Super Ultimate Happy Happy Song 3. Everyday 最後の晩餐 4. 危険予測ディスカッション 5. Waiting For You 6. Q.O.L 7. 酒場 8. MalibuMonster 9. 数字 10. 3兆回目のアイラブユー 11. チャージする 12. 30秒間以上手を洗わないとウイルスは除去できない              | 21位              |      |
| 2nd | 2021年6月19日 | 2枚目の夕闇に誘いし漆黒の天使達    | 配信      | 1. Intro 2. Super Ultimate Happy Happy Song 3. Everyday 最後の晩餐 4. 危険予測ディスカッション 5. Waiting For You 6. Q.O.L 7. 酒場 8. MalibuMonster 9. 数字 10. 3兆回目のアイラブユー 11. チャージする 12. 30秒間以上手を洗わないとウイルスは除去できない              | 45位              |      |

### ミニアルバム
|     | 発売日         | タイトル | 規格品番  | 収録曲 | オリコン最高位 | 備考                                         |
| --- | -------------- | -------- | --------- | --- | -------------- | -------------------------------------------- |
| 1st | 2019年12月12日 | CD番長   | UUUM-0014 | 1. We Are 健康人間 2. -PANDEMIC- 3. なんでやねん 4. 治安is良い方がE 5. コミックバンドとして 6. LAST A GAME |                | ジャケットは漫画家の森田まさのりが手掛けた。 |
| 2nd | 2022年7月6日   | 七生活   | UUUM-0042 | CD 1. Good Morning Dead 2. マッチョ☆ライフ 3. 時給アップアップソング 4. 時間が戻ったら抱きしめて… 5. MUSIC Zoo feat.てつや,としみつ 6. 君のバッテリーを奪う 7. 忙しい夜が終わる頃に DVD 「夕闇に誘いし漆黒の天使達 ワンマンライブ 2021 -NIMAIME-」 | 34位           | CD+DVD                                       |

### ベストアルバム
|     | 発売日       | タイトル                         | 規格品番 | 収録曲 | オリコン最高位 | 備考                                                                              |
| --- | ------------ | -------------------------------- | -------- | --- | -------------- | --------------------------------------------------------------------------------- |
| 1st | 2024年6月5日 | 10年目の夕闇に誘いし漆黒の天使達 | HOMS-001 | 1. パーティー・イン・ザ・ダーク 2. 君に届かない声はイタリアにも届かない、故にミラノ風 3. I want to change the band name. 4. ラブソング 5. MUSIC Zoo 6. 猫サンキュー 7. 3兆回目のアイラブユー 8. チャージする 9. 時給アップアップソング 10. はたらく君に贈る歌 11. Goodbye卒業 12. スプリングサマーオータムウィンターチューン 13. 時間が戻ったら抱きしめて… -piano ver.- 14. ウォウウォウイェイイェイ酒ナイト 15. ビューティフル・ティーンエイジャー |                | 初ベストアルバム、HOMIES Label第一弾作品 収録音源は再録 サブスク配信は7月17日から |

### 映像作品
|     | 発売日         | タイトル                                                                                 | 規格    | 規格品番  | 備考               |
| --- | -------------- | ---------------------------------------------------------------------------------------- | ------- | --------- | ------------------ |
| 1st | 2019年10月16日 | 夕闇に誘いし漆黒の天使達全国ツアー2019「はじめて」ファイナル in マイナビBLITZ赤坂        | DVD     | UUMD-0001 |                    |
| 2nd | 2020年1月1日   | 俺たちの距離が2mになっても心の距離は0mだぜ                                               | DVD     | UUMD-0002 |                    |
| 3rd | 2022年12月21日 | 夕闇に誘いし漆黒の天使達 全国ツアー2022「七生活」ファイナル in LINE CUBE SHIBUYA         | DVD     | UUMD-0003 |                    |
| 4th | 2023年5月10日  | 夕闇に誘いし漆黒の天使達 日比谷野音ワンマンライブ 「めっちゃ外 〜卒業〜」                | Blu-ray | UUMD-0004 |                    |
| 5th | 2025年6月15日  | 夕闇に誘いし漆黒の天使達大きな大きなワンマンライブ 『夕闇に誘いし漆黒の天使達』in豊洲PIT | DVD     | HOMS-006  | 会場・ECサイト限定 |

## タイアップ
| 起用年 | 曲名                               | タイアップ                                          |
| ------ | ---------------------------------- | --------------------------------------------------- |
| 2020年 | チャージする                       | 「inゼリー エネルギーフローズン」タイアップソング   |
| 2022年 | MUSIC Zoo feat.てつや,としみつ     | 「Amazon Music」タイアップソング                    |
| 2022年 | 時給アップアップソング             | 「dip バイトル」タイアップソング                    |
| 2024年 | ビューティフル・ティーンエイジャー | テレビ東京系「ゴッドタン」2024年6月度エンディング曲 |

## 交友関係

### YouTuber
東海オンエア
元々はGENESIS ONE時代の先輩YouTuberであり、その後双方ともUUUMに所属した。
リーダーであるてつやから敬語禁止令が出されており、タメ口で話している。東海オンエアの活動拠点である愛知県岡崎市に頻繁に訪れている時期があった。
としみつ（TOSHIMITSU名義）の楽曲「C.A.K.E」ではともやんがギターで参加している。
夕闇の楽曲「MUSIC Zoo」ではてつや、としみつが歌唱に参加。ライブでの共演もした。
2023年4月の新体制による活動再開時も最初にコラボをし、不祥事の謝罪と新メンバーの紹介をした。
アバンティーズ、わきを
同年代YouTuberとして頻繁にコラボしていた。
へきトラハウス、ポンポンタイムズ仲間家
GENESIS ONE時代の先輩YouTuber。
えっちゃん
ボンボンTVのメンバー。ラジオ番組「クリエイターズ」のパーソナリティを同時期に務めていた。
2021年3月、ともやんが楽曲「異常識セカイ」をプロデュースした。
2022年5月、えっちゃんプロデュースのガールズバンド「ステミレイツ」のオーディション審査員として、ともやん、ミスター千葉が参加。
Lazy Lie Crazy
後輩YouTuberであり、グループの登録者が少ない頃から交流がある。コラボの際に小柳がグループの役割分担についてアドバイスをし、司会進行をしていたリーダーのどば師匠をボケ担当に専念させ、司会進行担当をたかしに代えさせた。
Non Stop Rabbit
どちらもYouTuber兼バンドマンでありYouTubeコラボや対バンをしたことがある。
楽曲｢全部いい｣のMVに夕闇が登場した。
ノンラビ解散後も、メンバーのはるくんによるソロプロジェクト神が残した夢を喰う。の「第44回 柏まつり 2024」でのライブににっちがサポートドラマーとして参加するなど、交流がある。